# Cyrtandra fusco-vellea
Cyrtandra fusco-vellea är en tvåhjärtbladig växtart som beskrevs av Karl Moritz Schumann. Cyrtandra fusco-vellea ingår i släktet Cyrtandra och familjen Gesneriaceae. Inga underarter finns listade i Catalogue of Life.